# Francisco Carrasco Guisasola
Francisco de Paula Carrasco Guisasola (Jerez de la Frontera, provincia de Cádiz, Andalucía, 1834-Manzanares, Ciudad Real, Castilla-La Mancha, 1904) fue un marino, militar y archivero español.

## Biografía
Ingresó en la Escuela Naval a los 15 años, alcanzando el grado de capitán de fragata. Fue vocal ponente de la Comisión de pesca del departamento de Cádiz, vocal del Consejo Superior de la Sociedad española de salvamento de Náufragos. Fue responsable del archivo del Ministerio de Marina, así como de la redacción de un reglamento para todos los archivos del ramo. Fue también redactor y traductor en la Dirección-Hidrográfica y secretario de la Marina Mercante.
Entre otras condecoraciones, tenía la cruz de la Orden de Isabel la Católica, la cruz de segunda clase del Mérito Naval, la cruz de la Orden de San Hermenegildo, la cruz de la Orden de Carlos III y las medallas de África y Cuba.

## Obras
- Consideraciones sobre huracanes, Madrid: Imp. El siglo, 1876
- El cañón, el ariete y el torpedo (traducción), de Gerad Henry Uchtrewd Noel, Madrid: Imp. de Miguel Ginesta, 1877
- Documentos referentes al reconocimiento de las costas de las Californias desde el cabo de San Lucas al Mendocino, Madrid: Dirección de Hidrografía: Madrid, 1882-1883